# Myrholen
Myrholen is een plaats in de gemeente Gagnef in het landschap Dalarna en de provincie Dalarnas län in Zweden. De plaats heeft 65 inwoners (2005) en een oppervlakte van 17 hectare.